# Afzelia parviflora
Espèce
Synonymes
- Westia parviflora Vahl[1]

Afzelia parviflora est une espèce de plantes à fleurs dicotylédones de la famille des Fabaceae, sous-famille des Caesalpinioideae, originaire d'Afrique tropicale.
Ce sont des arbres pouvant atteindre 15 mètres de haut, dont le bois est exploité comme bois d'œuvre.